# Joseph-Arthur Bergeron
Pour les articles homonymes, voir Bergeron.
Joseph-Arthur Bergeron, né le 19 mars 1880 à Québec et mort le 25 juillet 1937 à Matane, est un médecin et homme politique québécois.

## Biographie
De 1923 à 1936, il est député de Matane à l'Assemblée législative du Québec.